# Adalia decempunctata
Adalia decempunctata, también conocida como mariquita de diez puntos, es una especie de mariquita del género Adalia, orden Coleoptera. Fue descrita por Linnaeus en 1758.

## Descripción
Puede alcanzar una longitud corporal de aproximadamente 3,5 a 5 mm (0,14 a 0,20 pulgadas). Esta especie es muy variable. De hecho, los individuos pueden tener un color de fondo rojo, naranja o marrón y entre 0 y 12 manchas élitrales oscuras distintas. Estos escarabajos tienen el cuerpo glabro, de forma casi redonda. Las patas y antenas suelen ser de color marrón o naranja.

## Distribución y hábitat
Se distribuye por Reino Unido, Países Bajos, Bélgica, Francia, Suecia, Suiza, Alemania, Noruega, Dinamarca, Austria, Irlanda, España, Finlandia, Rusia, Portugal, Italia, Luxemburgo, Polonia, Estonia, Grecia, Bielorrusia, Ucrania, Bulgaria, Lituania, Hungría, Chequia, Turquía, Argelia, Canadá, Serbia, Croacia, Israel, Rumania, Eslovenia, Albania, Chipre, Letonia, Eslovaquia, Georgia, Marruecos, Mongolia, Siria, Andorra, Afganistán, Armenia, Bosnia y Herzegovina, Kazajistán, Liechtenstein, Macedonia del Norte, Malta y Uzbekistán.
Habita en árboles y arbustos. Ha sido encontrada en almendros Prunus dulcis y pinos Pinus donde se alimenta de pulgones.